# Тискре (деревня)
Ти́скре (эст. Tiskre) — деревня в волости Харку уезда Харьюмаа, Эстония.

## География и описание
Расположена у западной границы Таллина, между посёлком Табасалу и деревней Харкуярве, в полутора километрах от озера Харку. Высота над уровнем моря — 7 метров.
Площадь деревни составляет 3,81 км2.
У северного угла озера Харку начинается ручей Тискре (раньше назывался рекой Лахепера, в 1467 году упоминается как Laddenpe), который впадает в залив Какумяэ; его протяжённость составляет 4 километра.
Климат умеренный. Официальный язык — эстонский. Почтовые индексы: 76912, 76916, 76924.

## Население
По данным переписи населения 2021 года, в Тискре насчитывалось 1615 жителей, из них 1252 (77,7 %) — эстонцы.
По данным переписи населения 2011 года, в деревне проживали 868 человек, из них 714 (82,3 %) — эстонцы.
По состоянию на 1 января 2019 года в деревне насчитывалось 1187 жителей, из них 601 мужчина и 586 женщин; детей в возрасте до 14 лет включительно — 389 (32,8 % от общего числа жителей), лиц пенсионного возраста (65 лет и старше) — 58 (4,9 %).
Численность населения деревни Тискре:
| Год  | 1959 | 1970 | 1979  | 1989  | 2000 | 2010  | 2011  | 2017  | 2018  | 2019   | 2020   | 2021   |
| ---- | ---- | ---- | ----- | ----- | ---- | ----- | ----- | ----- | ----- | ------ | ------ | ------ |
| Чел. | 102  | ↘ 98 | ↗ 136 | ↘ 135 | ↘ 99 | ↗ 661 | ↗ 868 | ↗ 915 | ↗ 959 | ↗ 1064 | ↗ 1187 | ↗ 1615 |

Численность населения деревни в последние десятилетия растёт в результате интенсивного жилого строительства в населённых пунктах, расположенных недалеко от столицы страны.

## История
Первые сведения о деревне относятся к 1522 году (Tiszkeranne) и 1531 году (Diskerkulle). В XVIII веке Тискре стала известным местом летнего отдыха. Здесь находились летняя мыза Лукка (нем. Lucca, впервые упоминается в 1754 году) и мыза Тишер (нем. Tischer, Тискре, эст. Tiskre mõis).

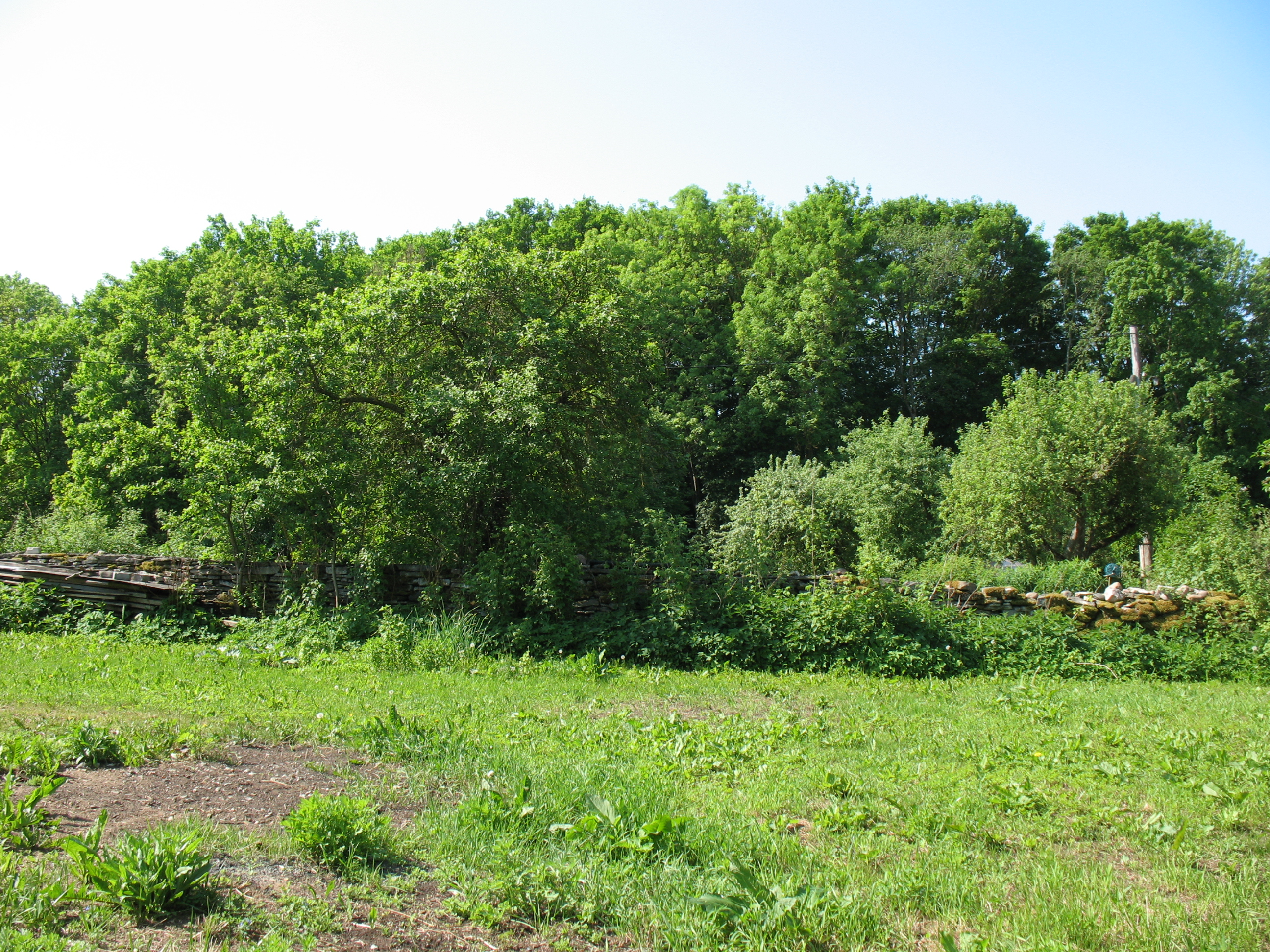
Кладбище «Сурнумяги»

На военно-топографических картах Российской империи (1846–1866 годы), в состав которой входила Эстляндская губерния, обозначены деревни Лука и Тишеръ.
В 1975 году северная часть деревни Тискре была присоединена к Таллину, в настоящее время это элитный жилой микрорайон в районе Хааберсти.
В 1977 году была основана деревня Тискре, к ней также относятся единичные хутора Тискре и Йыэкюла, которые находятся южнее дороги Раннамыйза и границы Таллина. Северную часть современной деревни Тискре составляют историческая деревня Харку и западная часть деревни Харку-Нымме; она также включает в cебя бывшую деревню Йыэ и часть бывшей деревни Висмейстри.
На территории деревни находится кладбище «Сурнумяги» (в переводе с эстонского — «Гора умерших»). Относится к XIII—XVIII векам, внесено в Государственный регистр памятников культуры Эстонии. Его в 1986 году обнаружил эстонский археолог Хейки Валк (Heiki Valk).

## Инфраструктура

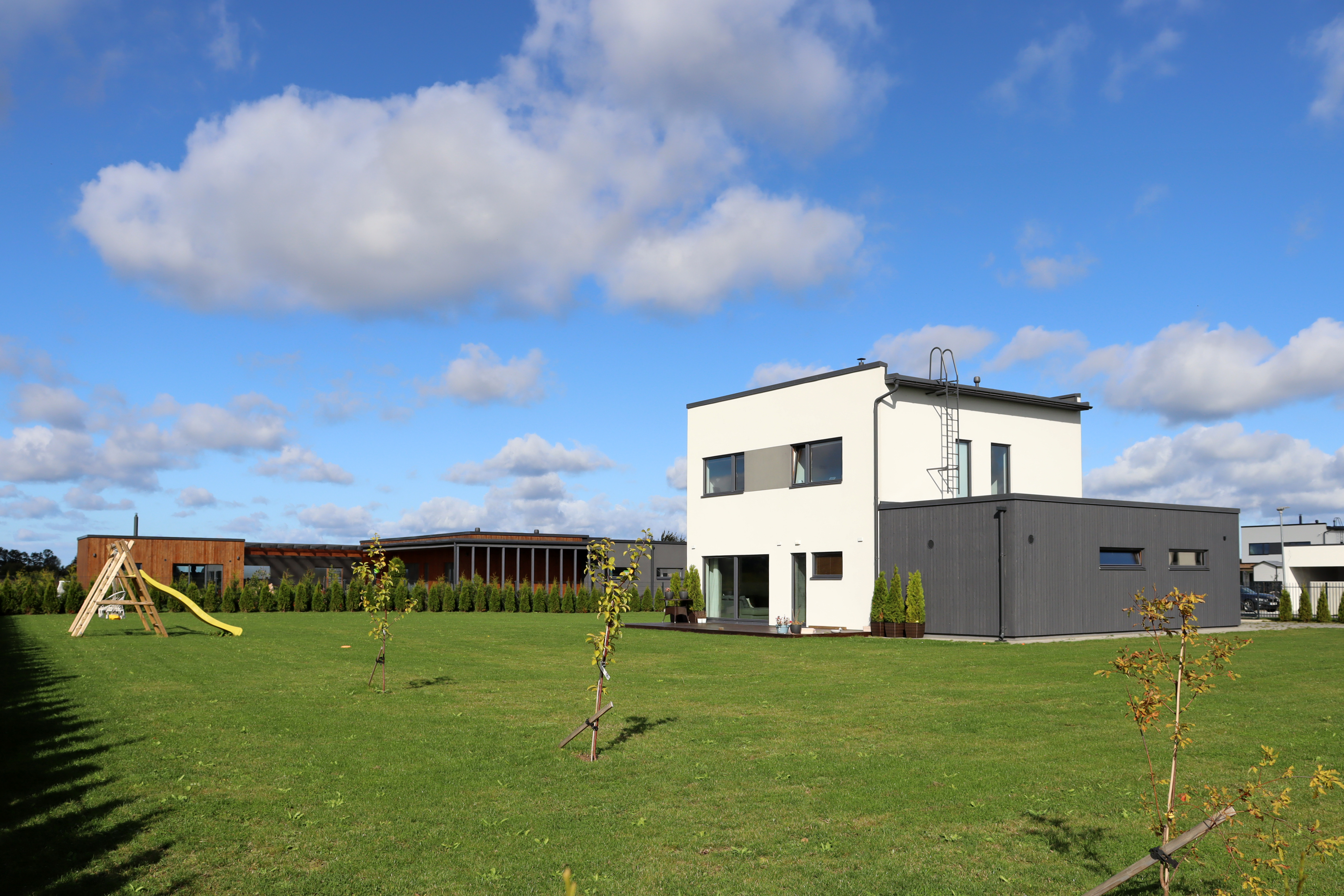
Домохозяйство в деревне Тискре

В деревне работают детский сад, магазин косметических и туалетных товаров, массажный салон, автозаправка. Есть муниципальная игровая площадка для детей, включающая в себя также баскетбольную и волейбольную площадки и футбольное поле. Врачебную помощь первого уровня и услуги социального обеспечения можно получить в посёлках Табасалу и Харку.
В паре километров от деревни расположен магазин «Tabasalu Rimi», Спортивный центр Табасалу. Недалеко от деревни находятся торговый центр «Rocca al Mare», магазин «Kakumäe Selver», концертно-спортивный холл «Saku Suurhall», ледовый холл «Premia», теннисный центр, Таллинский зоопарк, гимназия Рокка-аль-Маре, гимназия Йысмяэ, основная школа Харкуярве. Недалеко от деревни проходит таллинский автобусный маршрут № 27.
Деревня обеспечена центральным водоснабжением и канализацией.

## Происхождение топонима
Discher — это слово из среднего нижненемецкого языка, которому в (верхне)немецком языке соответствует Tischler («плотник», «мебельщик»). Топоним может также происходить от личного имени.